# Sosei Tanaka
Sosei Tanaka (田中奏生?, Tanaka Sosei; Giappone, ...) è un attore giapponese, famoso principalmente per il ruolo di Minoru nel film The Complex.

## Filmografia
- Yokai Ningen Bem  (妖怪人間べム?), nell'episodio 4 (2011)
- Boku to Star no 99 Nichi  (僕とスターの９９日?) (2011)  Serie TV
- Tare Yori mo Kimi wo Aisu  (誰よりも君を愛す!?) (2011) Film TV
- Tonbi  (とんび?) (2012) Miniserie TV
- Urutoraman Saga  (ウルトラマンサーガ?) (2012)
- PRICELESS~Aru Wake Nedaro,n namon!~  (PRICELESS ~あるわけねぇだろ、んなもん！~?) (2012) Serie TV
- Singuru Mazazu  (シングルマザーズ?) (2012)  Serie TV
- The Complex  (クロユリ団地? Kuroyuri Danchi) (2013)
- Kuroyuri danchi: Joshō  (クロユリ団地～序章～?) (2013)  Serie TV
- Oh, My Dad!!  (オー、マイ・ダッド!!?) (2013)  Serie TV
- Ashita, Mama ga Inai  (明日、ママがいない?), nell'episodio 1 (2014)
- Oyaji no Senaka  (おやじの背中?), nell'episodio 8 (2014)